# Zhejiang Nuzi Paiqiu Dui 2013-2014
Questa voce raccoglie le informazioni riguardanti lo Zhejiang Nuzi Paiqiu Dui nelle competizioni ufficiali della stagione 2013-2014.

## Organigramma societario
Area tecnica
- Allenatore: Wu Sheng
- Assistente allenatore: Ma Fang, Shen Andong

## Rosa
| N° | Nome         | Ruolo | Data di nascita  | Nazionalità sportiva |
| -- | ------------ | ----- | ---------------- | -------------------- |
| 1  | Zhao Xiyu    | S     | 20 agosto 1995   | Cina                 |
| 2  | Wang Xianfen | C     | 22 aprile 1989   | Cina                 |
| 3  | Jiang Yuxiao | S     | 24 luglio 1993   | Cina                 |
| 4  | Wang Na      | P     | 25 febbraio 1990 | Cina                 |
| 5  | Li Ying      | C     | 14 gennaio 1995  | Cina                 |
| 6  | Zhu Yuezhou  | S/O   | 27 marzo 1995    | Cina                 |
| 7  | Shan Danna   | L     | 8 ottobre 1995   | Cina                 |
| 8  | Li Jing      | S     | 9 agosto 1991    | Cina                 |
| 9  | Jin Yan      | P     | 8 gennaio 1993   | Cina                 |
| 10 | Xie Yulu     | C     | 29 agosto 1998   | Cina                 |
| 11 | Qiu Yanan    | S/O   | 16 gennaio 1989  | Cina                 |
| 12 | Yang Zhou    | C     | 21 aprile 1991   | Cina                 |
| 13 | Fu Xiaoyu    | S     | 19 marzo 1997    | Cina                 |
| 14 | Yang Yanyu   | S     | 15 aprile 1998   | Cina                 |
| 15 | Wang Huimin  | S/O   | 11 novembre 1992 | Cina                 |
| 16 | Jin Zhaoyang | S     | 20 luglio 1995   | Cina                 |
| 17 | Fan Jianqing | S     | 4 febbraio 1995  | Cina                 |
| 18 | Bao Yunyun   | S     | 26 dicembre 1991 | Cina                 |